# Confessio (folyóirat)
Confessio (alcíme: A Magyarországi Református Egyház Figyelője) a Magyarországi Református Egyház folyóirata.
ISSN 0133-8889 (Nyomtatott) HU ISSN 2631-1097 (Online)
Kiadja a Magyarországi Református Egyház Kálvin János Kiadója.
az online kiadás elérhetősége

## Története
1977-ben indult a folyóirat, mint a Magyarországi Református Egyház kiadványa. 1977 és 1992 között a Református Zsinati Iroda Sajtóosztálya adta ki, 1993 óta pedig a Kálvin Kiadó. 2015-ben a nyomtatott változat kiadását felfüggesztették határozatlan időre. Azóta online kiadás készül, amely folytatja a nyomtatott verzió évfolyamszámozását. (2018-ban a 42. évfolyam).

## Felelős szerkesztői
- 1977- ?: Bottyán János
- 1984-ig (haláláig) Zsebők Zoltán
- 1984-től

- (2018-ban): Csoma Áron

## Szerkesztőség  címe
Budapest, XIV., Abonyi u. 21.